# مگی آلفونسی
مارگارت اوموتایو سانی آلفونسی (متولد ۲۰ دسامبر ۱۹۸۳) بازیکن سابق راگبی ۱۵ نفره انگلستان است که قبل از بازنشستگی در سال ۲۰۱۴، به عنوان یک فلانکر برای ساراسنز دابلیوآراف‌سی و انگلستان بازی می‌کرد. او در سال ۲۰۱۰ به عنوان ورزشکار سال ساندی تایمز انتخاب شد و در نوامبر ۲۰۱۶ در مراسم افتتاحیه اولین مکان فیزیکی سالن در راگبی، وارویک شایر به تالار مشاهیر راگبی جهان راه یافت.
آلفونسی به دلیل خدماتی که در حوزه راگبی کرده بود، در جشن تولد ملکه در سال ۲۰۱۲ به عنوان عضو والامقام امپراتوری بریتانیا منصوب شد.

## زندگی شخصی
آلفونسی در لویشام در جنوب لندن در خانوادهای تک والد به دنیا آمد. او با پای چنبری متولد شد که برای بازی راگبی باید بر آن غلبه می‌کرد.
این بانوی ورزشکار فاش می‌کند که اولین بار این تیم دو و میدانی بریتانیا بود که این ایده را در سر مگی آلفونسی کاشت تا ورزشش را تغییر دهد. این ورزشکار به عنوان پرتاب کننده دیسک در مدرسه شروع به فعالیت کرده بود و در حالی که در کنار ورزشکاران پارالمپیک در لافبورو قبل از جام جهانی تابستان گذشته تمرین می‌کرد، در مورد آینده او سوال شد.
پائولا دان، سرمربی پارالمپیک دو و میدانی بریتانیا، احساس کرد که آلفونسی پتانسیل خوبی برای رقابت در ریو دارد و یک مورد قوی برای رده‌بندی به عنوان یک ورزشکار پارالمپیک است. اما پس از ۱۷ سال راگبی در بالاترین سطح، آلفونسی استدلال کرد که تقریباً پای خود را برای عملکرد به عنوان یک ورزشکار حرفه‌ای تمرین داده است. او می‌گوید: «پای راست من کاملاً به داخل چرخیده بود، اما من آنقدر خوب روی آن تمرین کرده‌ام که احتمالاً دیگر در زمره ورزشکاران پارالمپیک قرار نخواهم گرفت.»
او اذعان می‌کند: «در طول آن زمان به خاطر پای چنبری‌ام با چالش‌های زیادی روبه‌رو بوده‌ام. من بسیاری از آسیب همسترینگ، مشکلات کمر، آسیب‌های مختلف در سمت راست بدنم که مربوط به زانویم بود، داشتم و همه این‌ها به خاطر اختلال پاچنبری بود. تمرین من همیشه نسبت به سایرین کمی اصلاح شده است. وقتی جوان بودم پایم را اصلاح کردم، اما وقتی می‌دویدم هنوز کمی در قسمت داخلی پایم درد احساس می‌کردم. مجبور شدم راه رفتنم را طوری تغییر دهم که مناسب راگبی باشد.»
آلفونسی در تیم رؤیایی جام جهانی ۲۰۱۴ نام گرفت. او مدت کوتاهی پس از قهرمانی انگلیس در جام جهانی ۲۰۱۴ فرانسه بازنشسته شد و اکنون به مربیگری و ترویج مشارکت و مربیگری زنان در ورزش می‌پردازد.
او سفیر جام جهانی راگبی ۲۰۱۵ بود و سفیر چندین سازمان غیرانتفاعی و خیریه از جمله پیس وان دی،وودن اسپون، اسپورتینگ ایکوآلز و اس‌کی‌آریو‌ام (SKRUM) است که هدف آن امید دادن به جوانان آفریقا برای آینده از طریق راگبی است.

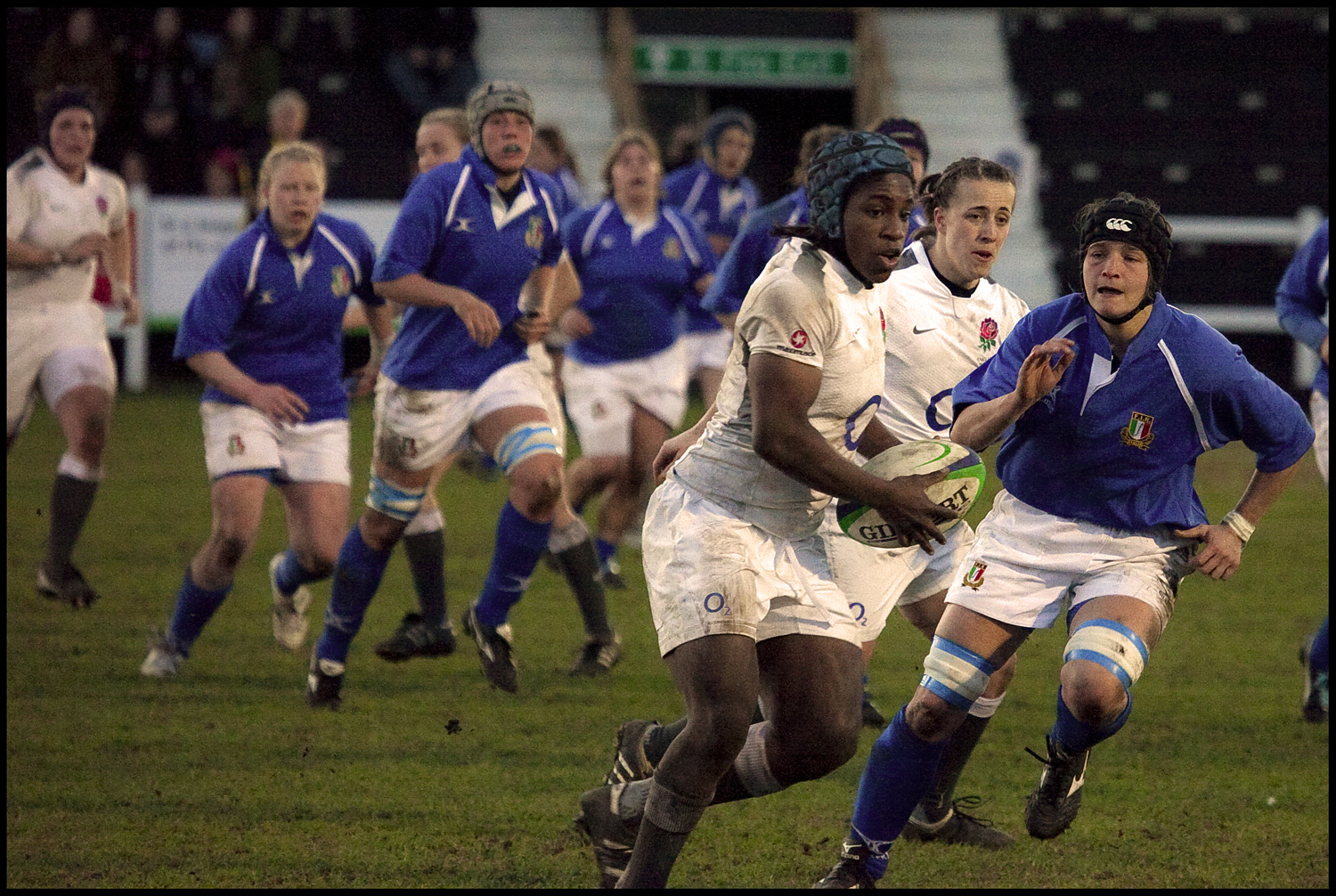
آلفونسی با توپ در بازی انگلیس و ایتالیا در ۶ کشور آربی‌اس زنان

او در دو جام جهانی راگبی بازی کرده است و در سال ۲۰۱۲ در هفتمین عنوان قهرمانی متوالی شش ملت و ششمین گرند اسلم در هفت سال سهیم شد. او برنده جایزه پت مارشال از باشگاه نویسندگان اتحادیه راگبی شد، جایی که با کاپیتان نیوزلند، ریچی مک‌کاو، اولین زنی شد که در تاریخ ۵۰ ساله خود این جایزه را دریافت کرد. او در ساخت تک آهنگ رسمی کودکان نیازمند در سال ۲۰۱۴ به گرت مالون و دیگر افراد مشهور پیوست.
آلفونسی تلاش کرد تا در بازی‌های المپیک ۲۰۱۶ ریو در رشته پرتاب وزنه شرکت کند.
در سال ۲۰۱۹، او در بخش رای‌گیری برای جایزه ۱۵ بازیکن سال مردان راگبی جهان، جایزه تیم برگزیده راگبی جهان و جایزه بهترین مربی راگبی جهان بود.
آلفونسی دارای مدرک کارشناسی ارشد در ورزش و تمرین از دانشگاه روهمپتون، لیسانس ورزش و تمرین از دانشگاه دی مونتفورت، و مدرک ملی بی‌تی‌ای‌سی در مطالعات اوقات فراغت از کالج منطقه‌ای هرتفورد است. به او دکترای افتخاری هنر از دانشگاه بدفوردشایر اعطا شد.
آلفونسی و همسرش مارسلا کالینز دو فرزند دارند.